# Phường 15, Quận 11
Phường 15 là một phường thuộc Quận 11, Thành phố Hồ Chí Minh, Việt Nam.
Phường 15 có diện tích 0,81 km², dân số năm 2021 là 11.136 người,  mật độ dân số đạt 13.748 người/km².